# Attenti al buffone
Pour plus de détails, voir Fiche technique et Distribution.
Attenti al buffone (connu également en France sous le titre de La Femme aux enchères) est une comédie réalisé par Alberto Bevilacqua et sortie en 1975.

## Synopsis

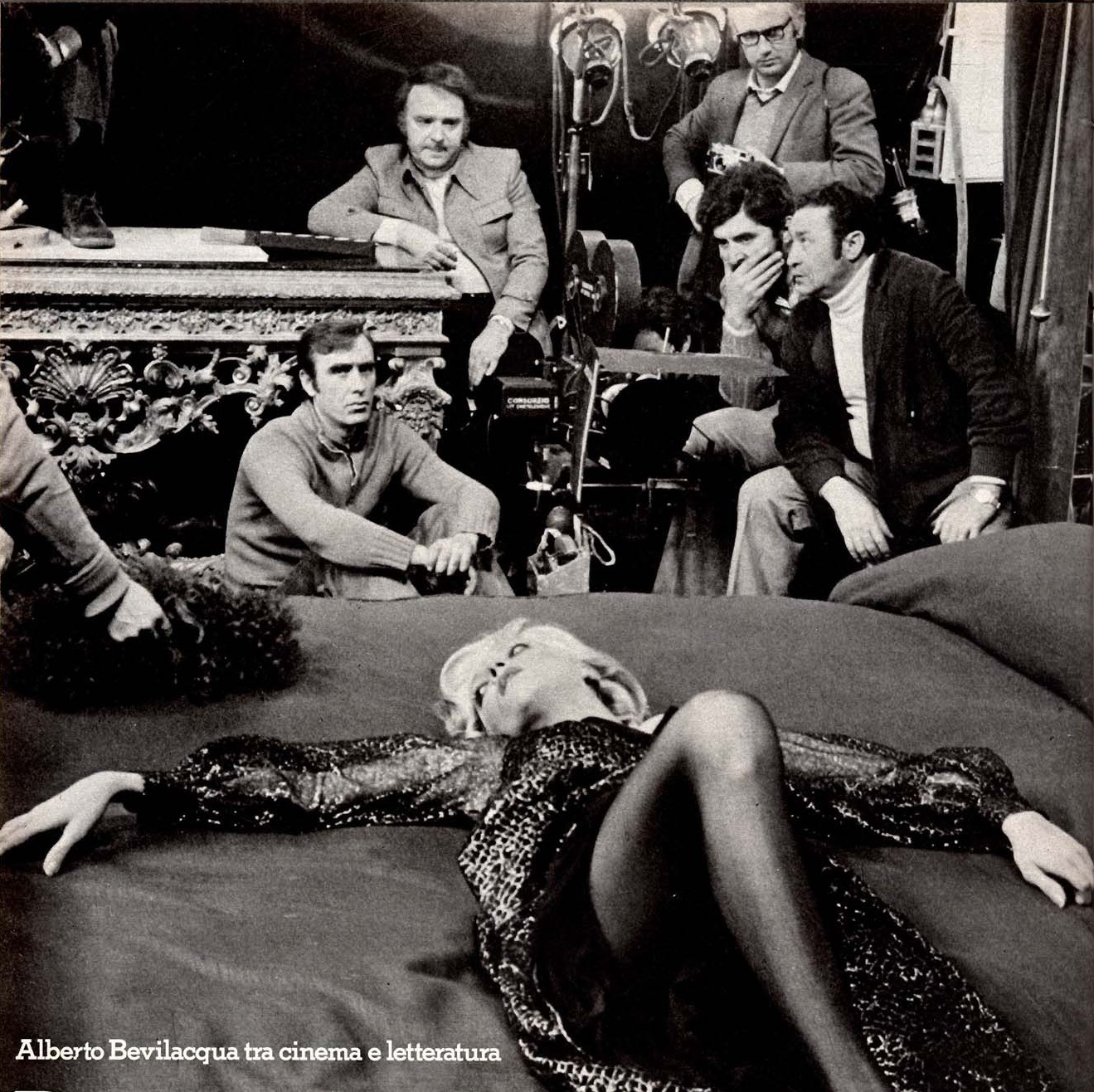
Mariangela Melato (photo de tournage).

Pendant que le violoniste Marcello est en tournée, son épouse Giulia s'éprend d'un autre homme et abandonne l'appartement avec leurs deux enfants. Passé le premier choc, Marcello décide de regagner le cœur de celle-ci.

## Fiche technique
- Titre original : Attenti al buffone
- Titre français : La Femme aux enchères
- Année de production : 1975
- Photographie : Alfio Contini
- Montage:  Sergio Montanari
- Décors : Pier Luigi Pizzi
- Musique : Ennio Morricone
- Langue : italien
- Couleur : Technicolor
- Date de sortie en Italie : 20 décembre 1975

## Distribution
- Nino Manfredi : Marcello Ferrari
- Mariangela Melato : Giulia
- Eli Wallach : Cesare
- Enzo Cannavale : Lolo
- Francisco Rabal : le prêtre
- Mario Scaccia : Salomone
- Ettore Manni : un ami de Cesare
- Erika Blanc : Margot

## Récompenses et distinctions
- Prix David di Donatello Miglior sceneggiatura (Meilleur scénario) 1976[2]